# Persea hypoleuca
Persea hypoleuca är en lagerväxtart som beskrevs av Carl Christian Mez. Persea hypoleuca ingår i släktet avokador, och familjen lagerväxter. Inga underarter finns listade i Catalogue of Life.